# Tsivory
Tsivory est une commune rurale malgache située dans la partie centre-ouest de la région d'Anosy. Il appartient au district d'Amboasary-Sud.

## Géographie

### Localisation géographique
Tsivory est une commune dont le chef-lieu, qui porte le même nom, est un petit centre urbain situé à 113 km de distance orthodromique au nord de la ville d’Amboasary-Sud.
La ville de Tsivory est située à 24°04'06"S de latitude et 46°04'32"E de longitude.

### Relief et hydrologie

#### Relief
Tsivory se trouve dans une région montagneuse. Le point culminant du massif d'Ivakoany atteint 1 632 m et se trouve à 45 km au nord-est. La ville de Tsivory elle-même est à 400 m d’altitude. Le relief de la commune est caractérisé par l’existence de collines et de vallées étroites et humides.

#### Hydrologie
La commune de Tsivory se trouve dans le haut bassin du Mandrare. Son sol est arrosé par deux cours d’eau dont la rivière qui porte le même nom que la ville et Ankidona. Toutes les deux sont des affluents du fleuve Mandrare. La rivière Tsivory prend sources sur le massif d'Ivakoany et passe par l’ouest de la ville tandis qu’Ankidona passe à l’est. Leur régime est irrégulier et le débit très faible entre septembre et octobre.

### Géologie et pédologie
Au niveau du massif d'Ivakoany prédomine une roche constituée de granite et de migmatite. Mais le socle est cristallin et formé de schistes et de paragneiss au-dessus desquelles se trouvent des matériaux sableux. Du point de vue géologique, la commune de Tsivory fait partie de la zone cristalline de l’Androy. Elle se trouve dans une zone montagneuse dominée par des sols ferrallitiques et latéritiques dans les parties hautes et argileux dans les parties basses.

### Climat
La région de Tsivory a deux saisons : une pluvieuse et une sèche. Le climat est de type tropical semi-aride.

#### Pluviométrie
La saison pluvieuse dure cinq mois et va de novembre à mars tandis que la saison sèche dure sept mois et s'étend d’avril à octobre. Il tombe en moyenne 924 mm de pluie par an.

#### Température
Les deux mois les plus chauds sont le mois de décembre (avec une minimale de 19,2 °C, une maximale de 34 °C et une moyenne de 26,6 °C) et le mois de janvier (avec une minimale de 19,6 °C, une maximale de 33,3 °C et une moyenne de 26,4 °C). Les deux mois les plus froids sont le mois de juin (avec une minimale de 9,7 °C, une maximale de 25,9 °C et une moyenne de 17,8 °C) et le mois de juillet (avec une minimale de 9,7 °C, une maximale de 27 °C et une moyenne de 18,3°).

### Formation végétale
La végétation est constituée de savanes arbustives et herbeuses dominées par le ahidambo (heteropogon contortus).

## Démographie
La population de Tsivory est composée en majorité d'Antanosy, d'Antandroy et de Bara. Mais on y rencontre aussi les autres ethnies du Sud-Est (Antesaka, etc.) et des plateaux centraux de Madagascar (Merina, Betsileo, etc.).
La plus grande partie de la population de la commune est constituée de cultivateurs et d'éleveurs.

## Économie
L'économie de la commune de Tsivory est basée sur l'agriculture et l'élevage. Mais on y trouve aussi une exploitation minière et d'autres activités économiques.

### Agriculture
Tous les types de culture en région tropicale de climat semi-aride sont pratiqués par les cultivateurs de Tsivory : l'arachide, le riz, le manioc, la patate douce et le maïs. La commune produit principalement du riz et du manioc. Elle ravitaille d'autres localités comme Tranomaro, Amboasary-Sud, Tôlagnaro et Ambovombe en riz, et même en manioc.
De 1996 à 2008, Tsivory a bénéficié de l'aide du Projet du Haut Bassin du Mandrare (PHBM), un projet gouvernemental financé par le Fonds International pour le Développement Agricole (FIDA), qui a construit des canaux d'irrigation et des petits barrages. Cela a contribué à l'épanouissement de la riziculture.
La population de Tsivory est rarement touchée par une pénurie en riz, surtout pas par la famine.

### Élevage
La population de la commune de Tsivory pratique l'élevage bovin. Comme dans les autres communes environnantes, cet élevage fut prospère avant 2010 mais il a connu un déclin par la suite à cause de la recrudescence du vol de bœufs et de la criminalité entre cette année et 2014.
Les habitants pratiquent aussi l'élevage traditionnel des porcs, des chèvres et des volailles. L'élevage ovin n'est guère pratiqué par les éleveurs à cause de sa vulnérabilité à la galle.

### Exploitation minière
La commune de Tsivory est parmi les communes de la région de l'Anosy où il y a des gisements de mica (phlogopite et muscovite) et de certaines pierres précieuses. Le plus important gisement de mica se trouve à Imanjola. Mais tout cela n'a pas de répercussion sur le niveau de vie de la population locale.

### Institution financière
Une institution de micro-finance, le Fitehirizana Vola Ifampisamborana (FIVOY), connue aussi sous le nom de Mutuel de Mandrare, travaille depuis 2005, dans la commune en prêtant de l'argent surtout aux agriculteurs et aux petits commerçants pour financer leur activité.

### Marché
Le marché journalier permet aux habitants de Tsivory de satisfaire leurs besoins en produits de première nécessité et autres petits produits nécessaires à la vie quotidienne. Les vendeurs et les acheteurs viennent généralement de Tsivory.
Un marché hebdomadaire (tsena) a lieu tous les samedis et rassemble vendeurs et acheteurs de Tsivory, des communes environnantes et même d'Amboasary-Sud. On y vend d'une part les produits locaux comme les céréales (surtout du riz et du maïs), les tubercules, les volailles, les brèdes, les fruits (agrumes, banane, pastèque, mangue, etc.) et de la viande (surtout de bœuf, de porc et de chèvre) et d'autre part des produits venant de l'extérieur de la commune comme les tissus, les ustensiles de cuisine (marmites, assiettes, etc.), les petits appareils électriques et électroniques (radio, lecteurs MP3, lampe de poche, téléphone portable, etc.).

## Énergie
L'inexistence d'électricité constitue un problème non négligeable sur tous les plans. Certaines familles commencent à employer les panneaux solaires pour avoir de la lumière et pour faire marcher radio, télé et lecteur vidéo. L'utilisation des groupes électrogènes se fait rarement à cause du coût de l'essence dont le litre est, en 2017, vendu à 4800 Ariary. La plupart des familles se contentent donc d'allumer la bougie ou la lampe à pétrole le soir.
Pour faire cuire leur aliment, les gens utilisent directement du bois ou du charbon de bois. Mais puisque les espaces boisés se trouvent loin de la ville de Tsivory, cette source d'énergie devient de plus en plus chère.

## Les services publics
Tsivory était un ancien canton. Il est maintenant devenu une commune rurale faisant partie du district d'Amboasary-Sud, lui-même rattaché à la région d'Anosy et à la province de Toliara.

### Administration communale
La commune rurale de Tsivory, en tant que collectivité territoriale décentralisée, est administrée par un maire, aidés par ses adjoints qui composent le bureau exécutif et par des conseillers communaux du côté de l'organe délibérant. Ils coordonnent certaines actions des dix-sept fokontany.
Voici les fokontany et leur distance respective de Tsivory: Akotika (15,6 km au sud-ouest), Amborompotsy (4,2 km à l'est), Ampiha (3 km), Ankilimary (0,8 km à l'ouest), Ankily (13,2 km au sud-ouest), Belenalena (5,5 km au sud-est), Bevahy (6 km au nord-est), Bevovoka (1,7 km au sud-ouest), Fandranarivo (8,5 km au sud-ouest), Farivolo (9,8 km au sud-est), Iaborotsy (2,2 km au nord-est), Imanjola (13,8 km au sud-ouest), Marovotry (26 km au sud-ouest), Miangala (), Tsapà (5,5 km au sud), Tsilanja (6 km à l'est) et Tsivory-centre (0 km).

### Représentation de l'État
Tsivory est un arrondissement administratif rattaché au district d'Amboasary-Sud, lui-même relevant du Ministère de l'intérieur.

### Éducation
Sur le plan de l'éducation, Tsivory est une Zone Administrative et Pédagogique (ZAP) rattachée à la Circonscription Scolaire (CISCO) d'Amboasary-Sud qui fait partie de la Direction Régionale de l'Éducation Nationale (DREN) de l'Anosy. Il y a des écoles primaires publiques (EPP), un collège d'enseignement général (CEG). Tsivory a un lycée mais celui-ci n'a pas encore de bâtiment propre depuis sa création, il emprunte ceux de l'EPP pour servir de bureau et de salles de classe. La mission catholique a aussi une école (Sacré-Cœur) comprenant des classes maternelles et primaires. Il y a aussi deux écoles privées ne dépendant pas d'une confession religieuse, à savoir La Victoire et Le Vainqueur.

### Sécurité et ordre publics
Une brigade de la gendarmerie, rattachée à la compagnie de Tôlagnaro, et un poste de police de proximité, rattaché au Commissariat d'Amboasary-Sud, assurent le maintien de l'ordre et la sécurité dans la ville et la commune de Tsivory. Il y a aussi un service pénitentiaire (camp pénal). La commune de Mahaly bénéficie d'un poste avancé de la gendarmerie dépendant de la Brigade de Tsivory.
L'effort de la gendarmerie nationale dans la Compagnie territoriale de Tôlagnaro, Groupement de l'Anosy, qui a adopté une stratégie participative en renforçant le système "Jado", a apporté une baisse significative de l'insécurité, non seulement dans la commune de Tsivory mais aussi dans les deux districts de Tolagnaro et d'Amboasary-Sud. Cela favorise toutes sortes d'activités économiques, notamment l'élevage bovin et l'exploitation minière.

### Santé
Dans la commune, il n'existe qu'un centre de santé de base niveau 2 (CSB-II). La maladie qui attaque souvent les habitants, comme ceux des autres communes limitrophes et environnantes, est la bilharziose.

### Autres services
Bien que Tsivory ne soit pas un chef-lieu de district, on y trouve un service du Trésor public (une perception principale) qui a pour tâche de payer le solde des agents de l'État et la pension des retraités.
Dans la commune, il y a aussi un service vétérinaire, un service forestier et un bureau de poste. L'Alimentation en Eau du Sud (AES) assure la distribution de l'eau potable dans la ville de Tsivory.

## Voie de communication et transport

### Transport
Des camions transportent des marchandises venant de Tôlagnaro ou d'Amboasary-Sud, plus précisément celles que la commune de Tsivory ne produit pas. Les produits agricoles (riz, manioc...) de Tsivory sont transportés vers Amboadary-Sud, Tôlagnaro ou Ambovombe. Les produits miniers (micas, cristaux) sont acheminés vers Tôlagnaro.
Tsivory connait un grand problème en matière de transport, surtout de personnes. Il n'y a qu'un seul automobile réservé au transport de personnes (2017). Aussi, les camions transportent-ils à la fois des passagers et des marchandises (sacs de riz, de manioc, de maïs, etc.). Les camions sont insuffisants par rapport au nombre de voyageurs.

### Routes
Les voies qui relient Tsivory aux autres communes, en particulier à la ville d'Amboasary-Sud, sont des routes secondaires, non bitumées, dont la plupart sont sans entretien et nécessitent une réhabilitation.
Pour aller à Tsivory en partant d'Amboasary-Sud, il faut parcourir les distances suivantes : Amboasary-Sud - Behara : 11 km, Behara - Tranomaro : 43 km, Tranomaro - Amboahangy : 39 km, Amboahangy - Tsivory : 50 km.
La route qui relie Tsivory et Amboasary-Sud mesure 145 km si l'on ne tient pas compte des petites déviations dues au mauvais état de la route et qui l'allongent de plus de 5 km.
En 2008, environ 200 km de routes ont été construits et réhabilités grâce au financement du PHBM, ce qui a réduit le temps de trajet entre Tsivory et les autres localités comme Amboasary-Sud. Mais depuis cette année, il n'y a guère d'entretien pour la plupart de ces routes.
Actuellement (2017), le trajet Tsivory-Amboasary, long de 145 km, s'effectue pendant en moyenne douze heures de temps. Pendant la saison de pluie, le voyage peut durer jusqu'à seize heures de temps ou même plus si les fleuves ou les rivières sont en crue ou si les camions sont en panne. Les 4x4 et les motos sont les seuls moyens sûrs si l'on veut arriver de bonne heure à destination.
Pendant la période d'insécurité (2011-2014), on a surtout évité de voyager pendant la nuit aux endroits éloignés de certaines localités comme Tsivory et Amboasary-Sud. Les voitures devaient former une caravane pour intimider les brigands.

### Autres
La ville de Tsivory a un terrain d'atterrissage mais il n'est plus utilisé depuis longtemps et est rendu inutilisable pour manque d'entretien.

## Télécommunication et information
La communication entre la population de la commune de Tsivory et l'extérieur a été améliorée par l'existence de la téléphonie mobile assurée par trois entreprises de télécommunications : Orange, Airtel et Telma. Toutefois, des problèmes de réseau surviennent parfois. Elles y assurent aussi le transfert d'argent.
À Tsivory (2017), il n'y a pas de station radio. Même la radio et la télévision nationales malgaches (la RNM et la TVM), qui ont pour vocation de couvrir la totalité de Madagascar, ne parviennent pas dans les foyers. Dans cette localité, il n'y a pas de vente de journaux. Ceux qui en ont le moyen peuvent acheter un équipement de réception (démodulateur DVB-S, antenne parabolique, etc.) auprès des opérateurs de télévision par satellite, le Canalsat et le Parabole Madagascar, moyennant abonnement mensuel. Toutefois, le problème énergétique limite le temps pour regarder leurs émissions.

## Culture

### Religions
La grande partie de la population de la commune de Tsivory pratiquent la religion traditionnelle.
Le christianisme est représenté par l'église catholique romaine (Eglizy Katôlika Apôstolika Rômanina ou EKAR), l'église luthérienne malgache (Fiangonana Loterana Malagasy ou FLM), l'église de Jésus-Christ à Madagascar (Fiangonan'i Jesoa Kristy eto Madagasikara ou FJKM) et l'église des Témoins de Jéhovah, celles des Pentecôtistes, l'Assemblée de Dieu, l'église Jesosy Mamonjy. L'église luthérienne de Tsivory est rattachée au synode régional d'Ambovombe-Androy (SPAA) tandis que l'église catholique au diocèse de Tôlagnaro.

### Sport
Il y des équipes de footballeurs dont trois dans la ville de Tsivory.